# Matija Kolarić
Matija Kolarić (Varaždin, 14 aprile 1996) è un calciatore croato, centrocampista del Široki Brijeg.

## Caratteristiche tecniche
È un mediano.

## Carriera
Cresciuto nel settore giovanile del Varaždin, ha esordito in prima squadra il 24 settembre 2014 disputando l'incontro di Hrvatski nogometni kup vinto 1-0 contro il Mladost Antin.

## Palmarès

### Club

#### Competizioni nazionali
- 2.HNL: 2

Varaždin: 2018-2019, 2021-2022